# Barbara Radding Morganová
Barbara Radding Morganová (* 28. listopadu 1951 Fresno) je americká učitelka a kosmonautka. Ve vesmíru byla jednou.

## Život

### Studium a zaměstnání
V letech 1965 až 1969 absolvovala střední školu Hoover High School v rodném Fresnu. Vysokoškolské vzdělání získala na Stanfordově univerzitě (1969–1973) a College of Notre Dame v kalifornském Belmontu (1973–1974).
Vyučovala na mnoha školách nejen v USA, i v indiánské rezervaci Flathead.
V letech 1985 až 1986 absolvovala výcvik budoucích kosmonautů v Houstonu, poté byla zařazena do jednotky astronautů NASA.
V rámci programu Učitel ve vesmíru byla původně vycvičena jako náhradnice za Christu McAuliffeovou pro misi STS-51L. Program byl po havárii raketoplánu v roce 1986 zrušen. O 12 let později prošla konkurzem na doplnění oddílu kosmonautů, část předchozího výcviku jí byla započtena.
Je vdaná, jejím manželem je Clay Morgan, mají spolu dvě děti. Používala přezdívku Barby.

### Lety do vesmíru
Na oběžnou dráhu se v raketoplánu dostala jednou ve funkci letová specialistka, pracovala na orbitální stanici ISS, strávila ve vesmíru 12 dní, 17 hodin a 56 minut. Byla 459. člověkem ve vesmíru, 48. ženou.
- STS-118 Endeavour (8. srpna 2007 – 21. srpna 2007)